# Бейт-Альфа (национальный парк)
Бейт-Альфа (ивр. בית אלפא‎) — археологический памятник в Израиле с остатками древней синагоги византийского периода на Земле Израиля (примерно шестого века нашей эры) и национальный парк, расположенные у подножия северных склонов гор Гильбоа близ Бейт-Шеана в Израиле, находящиеся в ведении Управления природы и парков Израиля.
Синагога была обнаружена в конце 1928 года и раскопана в начале 1929 года. Результаты исследования синагоги были опубликованы в обзоре в 1932 году. Другое исследование было проведено в 1962 году Управлением древностей. В остатках более раннего здания синагоги, вероятно, датируемого V веком нашей эры, обнаружены остатки древнего мозаичного покрытия. По оценкам специалистов, более поздняя синагога, датируемая VI веком нашей эры, была разрушена в результате землетрясения в 749 году или даже раньше. Части здания, которые упали на мозаичный пол, защищали его в дальнейшем от атмосферных воздействий.

## История
Остатки синагоги были обнаружены в 1928 году во время рытья канала для транспортировки воды в кибуц Хефциба у подножия хребта Гильбоа. Поскольку не было найдено никаких упоминаний о еврейском поселении в этом районе, синагога была названа в честь соседнего кибуца Бейт-Альфа. В начале 1929 года Элазар Сукеник по поручению Еврейского университета начал археологические раскопки. Раскопки длились семь недель, после чего были обнаружены остатки мозаичного покрытия несущих стен. В марте 1929 года в Иерусалиме была открыта выставка экземпляров картин из обнаруженной мозаики. В апреле 1929 года, после окончания сезона дождей, народ стал стекался к Бейт-Альфа, чтобы увидеть мозаику, но мозаика была закрыта ещё в начале мая по распоряжению государства. В начале 1930 года синагога была раскопана по всей структуре, было санкционировано государственное финансирование на защиту мозаики. Здание было передано в ведение Еврейского университета накануне праздника Шавуот в июне 1930 года.
Второй раунд раскопок, спонсируемый Управлением древностей Израиля в 1962 году, дополнительно исследовал жилые сооружения, окружающие синагогу.
Кроме того, клад из 36 византийских монет был найден в неглубокой впадине в полу апсиды.

## Архитектура
Архитектурные остатки синагоги в Бейт-Альфа указывают на то, что когда-то синагога представляла собой двухэтажное базиликовое здание и содержала двор, вестибюль и молитвенный зал. Первый этаж молитвенного зала состоял из центрального нефа шириной 5,4 метра, апсиды, которая служила местом хранения для ковчега Торы, бимы, поднятой платформы, на которой читали свитки Торы и скамеек. Ковчег Торы в апсиде был ориентирован на юго-запад, в направлении Иерусалима.

## Посвящающие надписи
Северный вход имеет две посвящающие надписи на арамейском и греческом языках. Хотя арамейская надпись частично разрушена, её наличие указывает на то, что синагога была построена во времена правления римского императора Юстина, вероятно, Юстина I (518–527 гг. н.э.), и финансировалась за счет общественных пожертвований. Греческая надпись благодарит ремесленников «Марианоса и его сын Ханина», которые также были перечислены как строители соседней синагоги Бейт-Шеан. Надписи расположены по бокам с обеих сторон льва и буйвола, которые служат символическими хранителями синагоги.

## Галерея
|  |  |  |  |
|  |  |  |  |